# Berg Peak
Der Berg Peak ist ein markanter und 1870 m hoher Berg im ostantarktischen Viktorialand. In der nördlichen Morozumi Range der Usarp Mountains ragt er 5 km südlich des El Pulgar auf.
Der United States Geological Survey kartierte ihn anhand eigener Vermessungen und Luftaufnahmen der United States Navy zwischen 1960 und 1963. Das Advisory Committee on Antarctic Names benannte den Berg nach dem Geologen Thomas E. Berg (1933–1969), der 1961 am McMurdo-Sund überwinterte, in drei darauffolgenden Sommersaisons Studien in diesem Gebiet vornahm und am 19. November 1969 bei einem Hubschrauberabsturz am Mount McLennan ums Leben kam.